# Florian Fritz
Florian Fritz (Sens, 17 de enero de 1984) es un ex–jugador francés de rugby que se desempeñaba como centro.

## Carrera
Debutó con el Club Sportif Bourgoin-Jallieu en 2002 y jugó dos temporadas con ellos, donde el equipo resultó subcampeón del Desafío Yves du Manoir dos veces consecutivas y alcanzó las semifinales del Top 14 en 2004.
En 2004 la joven promesa fue comprada por el club más poderoso de Europa; el Stade Toulousain, haciéndose rápidamente titular y coincidiendo con la estrella Yannick Jauzion como pareja de centros. Fue el capitán del equipo desde 2014 hasta su retiro en 2018.

## Selección nacional
Fue convocado a Les Bleus por primera vez en junio de 2005 para enfrentar a los Springboks. En 2007 se perdió el mundial de Francia 2007 debido a una lesión y en 2011 el técnico Marc Lièvremont lo dejó afuera de Nueva Zelanda 2011.
Su último test match fue en noviembre de 2013 contra el mismo rival de su debut. En total jugó 34 partidos y marcó 24 puntos, entre ellos 3 tries.

## Palmarés
- Campeón del Torneo de las Seis Naciones de 2006 y 2007.
- Campeón de la Copa de Campeones de 2004–05 y 2009–10.
- Campeón del Top 14 de 2007–08, 2010–11 y 2011–12.